# Euphorbia avasmontana
Euphorbia avasmontana Dinter, 1928 è una pianta della famiglia delle Euforbiacee, endemica della Namibia e del Sudafrica.

## Descrizione
È una pianta succulenta con fusti colonnari alti sino a 2 m, ramificati alla base, con 5-7 costolature, lungo le quali si dispongono, a coppie, delle spine lunghe 1–2 cm, fuse alla base in una stipola cornea.
Le foglie, piccole e succulente, sono presenti solo nei primi stadi di crescita; negli esemplari adulti la fotosintesi è svolta dagli strati superficiali del fusto.
L'infiorescenza è un ciazio con brattee di colore giallo che formano un involucro a coppa attorno a un fiore femminile centrale, circondato da più fiori maschili. I ciazi si sviluppano lungo le costolature, alternandosi alle spine.

## Distribuzione e habitat
L'areale di E. avasmontana si estende nel Namaqualand, su entrambe le sponde del fiume Orange, confine naturale tra la Namibia e il Sudafrica.
Cresce in un ambiente estremamente arido, caratterizzato da un tasso di precipitazioni annue tra 150 e 300 mm.